# Lasiona, Grecia
Lasiona (greacă Λασιώνα) este o fosta municipalitate în prefectura Elida, Grecia.

## Așezare
De la reforma administrației publice locale din 2011 este parte a municipiului Olympia, fiind unitate municipală. Sediul său administrativ a fost satul Antroni.
Lasiona este situată într-o zonă muntoasă de la granița cu Achaea, la 20 km nord de Olimpia, la 27 km nord-est de Pyrgos și la 50 km sud de Patras. Drumul Național 33 (Patras - Tripoli) trece prin unitatea municipală.

## Demografie
| An   | Populație |
| ---- | --------- |
| 1991 | 2,127     |
| 2001 | 2,562     |